# 大七灶耶稣圣心堂
大七灶耶稣圣心堂是天主教上海教区浦东总铎区的一座天主教堂，位于上海市浦东新区川沙新镇六团纯新村。
大七灶天主堂是本堂神父的驻地，大七灶本堂区还包括骆家桥、新港、赵行、小七灶、东八灶、枪港、腰路、培灶施、培灶周、五灶10个会口，由大七灶的本堂神父服务。
大七灶天主堂创建于1854年。1911年大修。其正立面和钟楼为哥特式建筑风格，其余部分为江南民居风格，拉丁十字平面。
2002年1月14日，七灶天主堂公布为浦东新区文物保护单位。